# Sarah Trowbridge
Sarah Trowbridge (* 27. September 1982 in Washington, D.C.) ist eine ehemalige Ruderin aus den Vereinigten Staaten.

## Sportliche Karriere
Die 1,73 m große Sarah Trowbridge begann 2000 mit dem Rudersport. 2008 startete sie bei den Weltmeisterschaften in den nichtolympischen Bootsklassen in Linz/Ottensheim zusammen mit Karen Colwell, Stesha Carle und Esther Lofgren im Vierer ohne Steuerfrau und gewann die Silbermedaille hinter dem Boot aus Weißrussland. 2009 wechselte Trowbridge in den Doppelvierer. Bei den Weltmeisterschaften in Posen erkämpften Megan Walsh, Stesha Carle, Sarah Trowbridge und Kathleen Bertko die Silbermedaille hinter den Ukrainerinnen. Im Jahr darauf startete der Doppelvierer aus den Vereinigten Staaten in der Besetzung Margot Shumway, Sarah Trowbridge, Megan Kalmoe und Natalie Dell, die Crew belegte den fünften Platz bei den Weltmeisterschaften auf dem Lake Karapiro. 2011 belegten Sarah Trowbridge und Kathleen Bertko den zweiten Platz im Doppelzweier beim Weltcup in München. Bei den Weltmeisterschaften in Bled ruderten die beiden Amerikanerinnen auf den neunten Platz. 2012 konnten sich Margot Shumway und Sarah Trowbridge in Luzern für die Olympischen Spiele qualifizieren. Bei der olympischen Regatta in Eton erreichten die beiden das Finale und belegten den sechsten Platz.